# Pomorszczyzna (sielsowiet Raków)
Pomorszczyzna (biał. Паморшчына; ros. Поморщина) – wieś na Białorusi, w obwodzie mińskim, w rejonie wołożyńskim, w sielsowiecie Raków. Sąsiaduję z Rakowem.

## Historia
W czasach zaborów folwark w gminie Raków, w powiecie mińskim, w guberni mińskiej Imperium Rosyjskiego.
W latach 1921–1945 folwark a następnie majątek leżał w Polsce, w województwie wileńskim, w powiecie stołpeckim, a od 1927 w powiecie mołodeckim, w gminie Raków, tuż przy granicy ze Związkiem Sowieckim.
Według Powszechnego Spisu Ludności z 1921 roku zamieszkiwały tu 73 osoby, 43 były wyznania rzymskokatolickiego a 30 prawosławnego. Jednocześnie 1 mieszkaniec zadeklarował polską a 72 białoruską przynależność narodową. Było tu 13 budynków mieszkalnych. W 1931 w 5 domach zamieszkiwały 133 osoby.
Wierni należeli do parafii rzymskokatolickiej i prawosławnej w Rakowie. Miejscowość podlegała pod Sąd Grodzki w Rakowie i Okręgowy w Wilnie; właściwy urząd pocztowy mieścił się w Rakowie.
Mieściła się tu wówczas strażnica KOP „Pomorszczyzna” oraz gorzelnia.
W wyniku napaści ZSRR na Polskę we wrześniu 1939 miejscowość znalazła się pod okupacją sowiecką. 2 listopada została włączona do Białoruskiej SRR. Od czerwca 1941 roku pod okupacją niemiecką. W 1944 miejscowość została ponownie zajęta przez wojska sowieckie i włączona do Białoruskiej SRR.
Od 1991 w składzie niepodległej Białorusi.
Miejscowość pojawia się na kartach powieści Sergiusza Piaseckiego Kochanek Wielkiej Niedźwiedzicy.